# Jenny Polanco
Jenny Altagracia Polanco de Léon (Santo Domingo, 18 de enero de 1958-Ibidem., 24 de marzo de 2020) fue una diseñadora de moda dominicana. Su carrera profesional abarcó más de 37 años, era conocida por la ropa de mujer lista para llevar, joyas, bolsos tejidos y otros accesorios que incorporaron elementos culturales dominicanos y caribeños en sus colecciones. Su trabajo se exhibió en todo el Caribe, Estados Unidos y Europa, incluidas las Bahamas, la ciudad de Nueva York, París, Puerto Rico y la Semana de la Moda de Miami.

## Biografía
Polanco nació en Santo Domingo, República Dominicana, el 18 de enero de 1958. Cuando era niña, comenzó a hacer ropa y disfraces para sus muñecas Barbie. Polanco luego diseñaría ropa para ella durante la universidad. Obtuvo su título en diseño de interiores de la Universidad Nacional Pedro Henríquez Ureña en Santo Domingo. Asistido a la Parsons School of Design en Nueva York, donde estudió patronaje, drapeado, y métodos de confección, todos los cuales se pueden incorporar en sus colecciones profesionales. Además, Polanco también participó activamente en las artes creativas, incluidas la coreografía y la pintura, aunque la moda siguió siendo el foco principal de su trabajo. 
La carrera profesional de Jenny Polanco en moda y artes creativas abarcó más de 37 años. Ella describió su propio estilo como "un diálogo fluido entre el estilo clásico de vanguardia y el Caribe". A menudo incorporó elementos de diseño comunes en República Dominicana y la región circundante en su trabajo, incluyendo detalles hechos de coral, cuerno, nácar y larimar, una pectolita azul que solo se encuentra en la República Dominicana. Polanco también era conocida por utilizar colores distintivos, especialmente ámbar y blanco, en sus modas. Usó ámbar caribeño, que se encuentra en su país, para elaborar botones y joyas. Su colección de primavera 2020 más reciente presentaba colores pastel y brillantes, así como diseños florales. 
Polanco poseía varias boutiques en la República Dominicana. También ayudó a las artes y diseñadores emergentes en su país abriendo una tienda de artesanías llamada Project.

## Muerte
El 4 de marzo de 2020, Polanco regresó a la República Dominicana luego de un viaje a Madrid. Desarrolló síntomas de coronavirus cinco días después de regresar de España y pronto se puso en cuarentena después de dar positivo por COVID-19. Polanco ingresó en un hospital de Santo Domingo el 18 de marzo de 2020, luego de experimentar dificultades respiratorias. 
Jenny Polanco murió por complicaciones de COVID-19 en el hospital de Santo Domingo el 24 de marzo de 2020, a la edad de 62 años. Polanco fue la primera figura pública en morir por la pandemia en la República Dominicana, así como la sexta víctima de COVID-19 del país en ese momento. Su muerte fue anunciada por el ministro dominicano de salud pública, Rafael Sánchez Cárdenas. 